# Ivo Pauwels

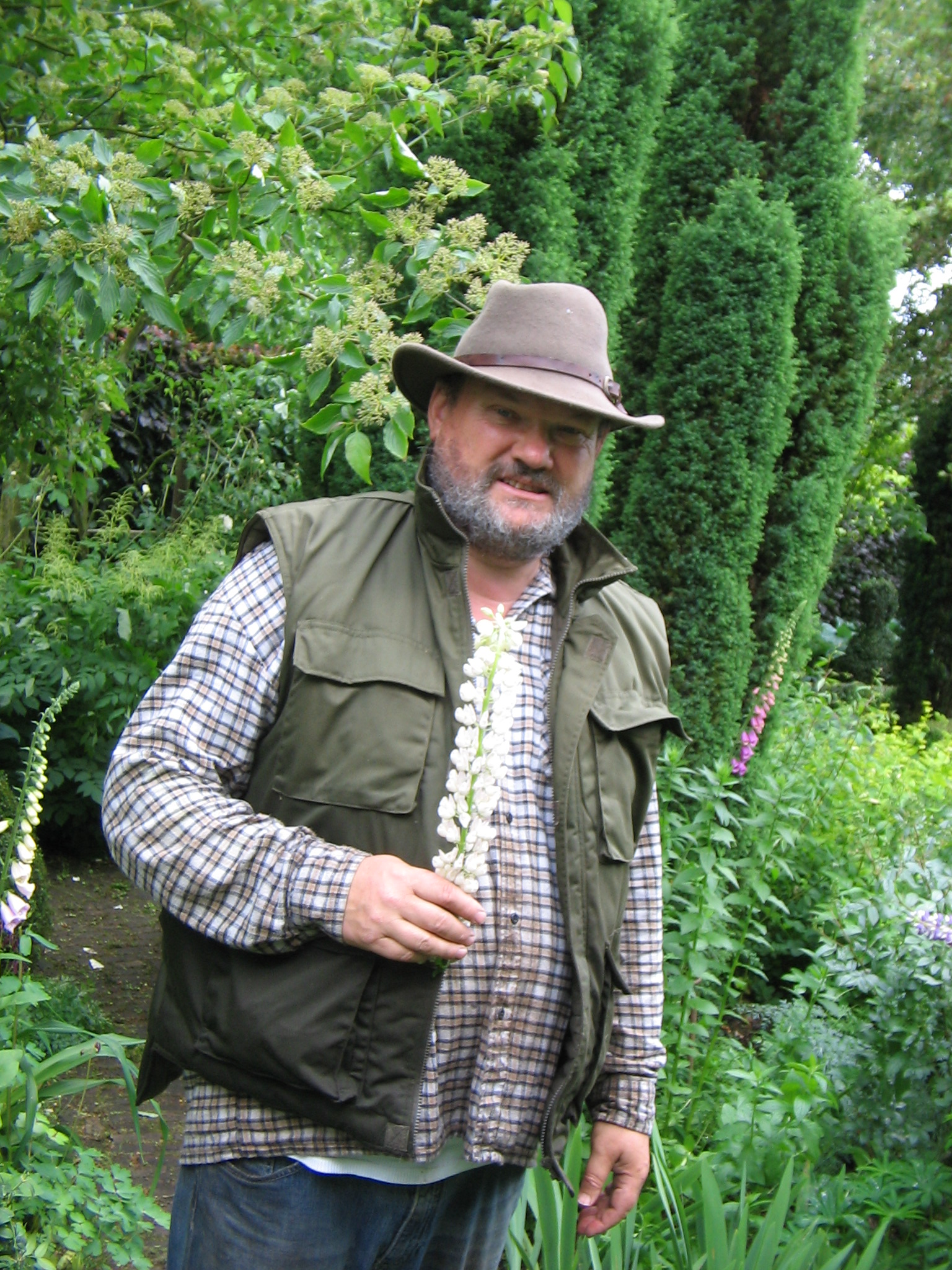
Ivo Pauwels

Yvo Jozef Kristiaan Maria Corneel Pauwels alias Ivo Pauwels (Wilrijk, 21 de noviembre de 1950) escritor belga de jardinería. 

## Biografía
Tras haber sido profesor durante 20 años, Ivo Pauwels decidió publicar en varias revistas, ya publicado unos 60 libros sobre jardines y sus cuidados y también sobre biografías de artistas y arquitectos que se han publicado en varios idiomas. Además, ha ilustrado con fotografías las obras de varios autores. 
Ivo Pauwels fue durante 15 años redactor jefe de las revistas Bloemen & Planten y De Tuinen van Eden/Les Jardins d’Eden, y se ocupó varios años del programa de televisión Groene Vingers en la cadena VTM, donde figuraba como experto. Su jardín en Zoersel está abierto al público los meses de mayo y junio. Hoy en día trabaja en la emisora de radio flamanca Radio 2, donde responde a preguntas de oyentes. Ha participado asimismo en numerosas conferencias, en especial sobre rosas en varios países de Europa, en Tailandia, en Indonesia y en Nueva Zelanda. 
En 2006 recibió en Osaka el World Federation of Rose Societies Literary Award por su obra Louis Lens – La elegancia y la rosa et la même année le Beervelde Award pour la photographie du livre Rozenraad.

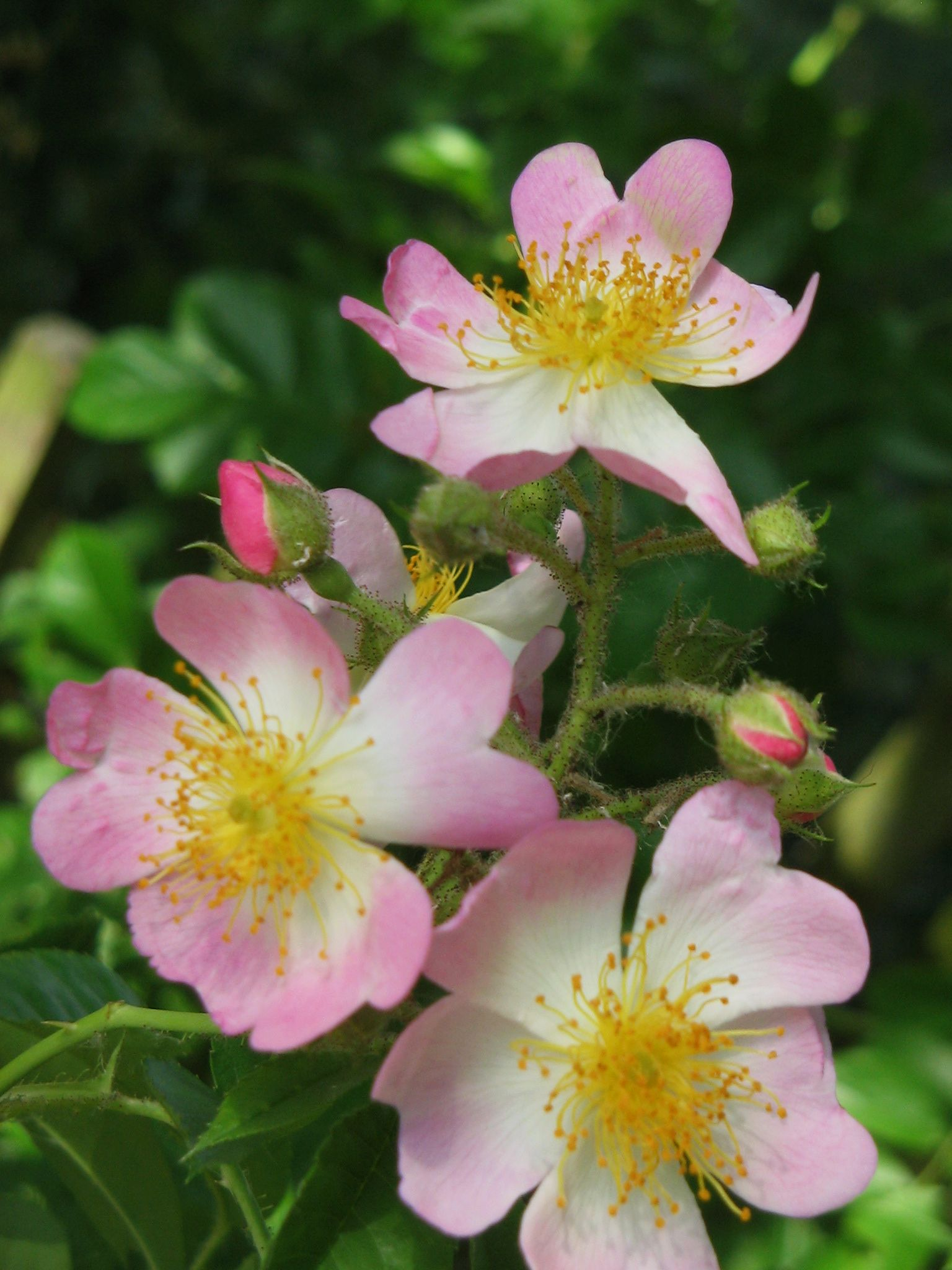
Rosa 'Ella Elisabeth' (detalle)
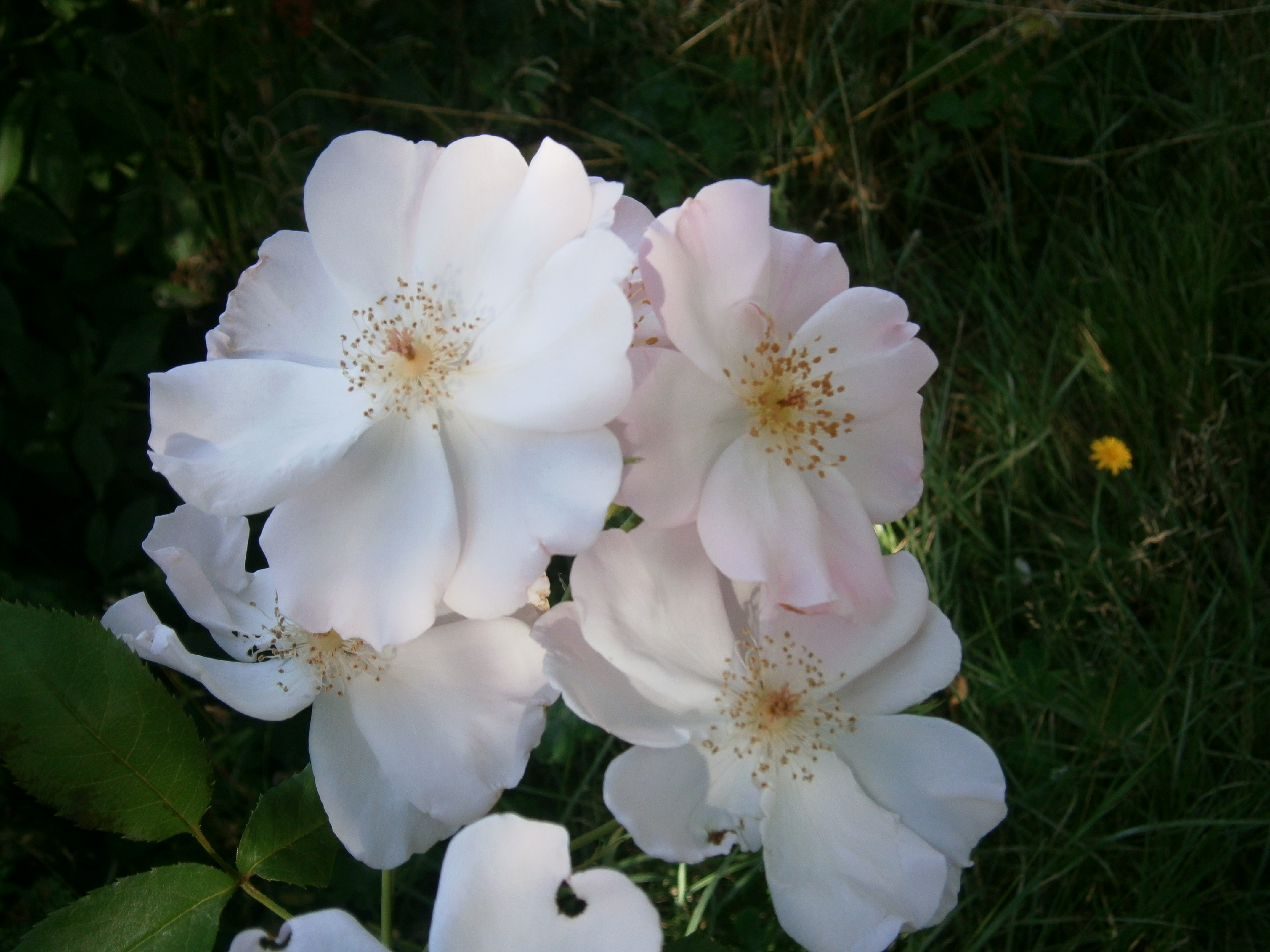
Rosa 'Lieve Louise' - una rosa de Louis Lens llamada así por la esposa de Ivo
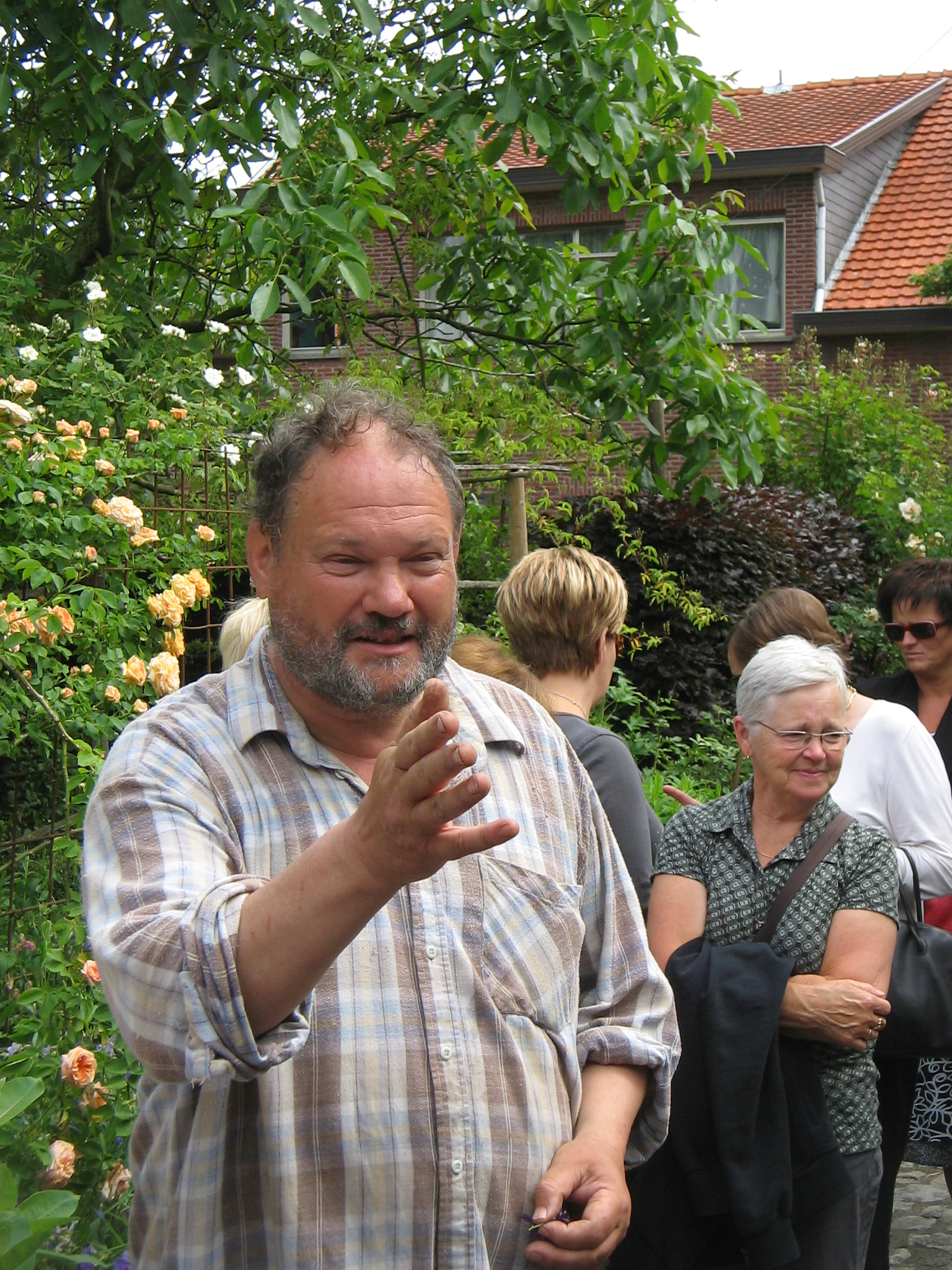
Ivo Pauwels
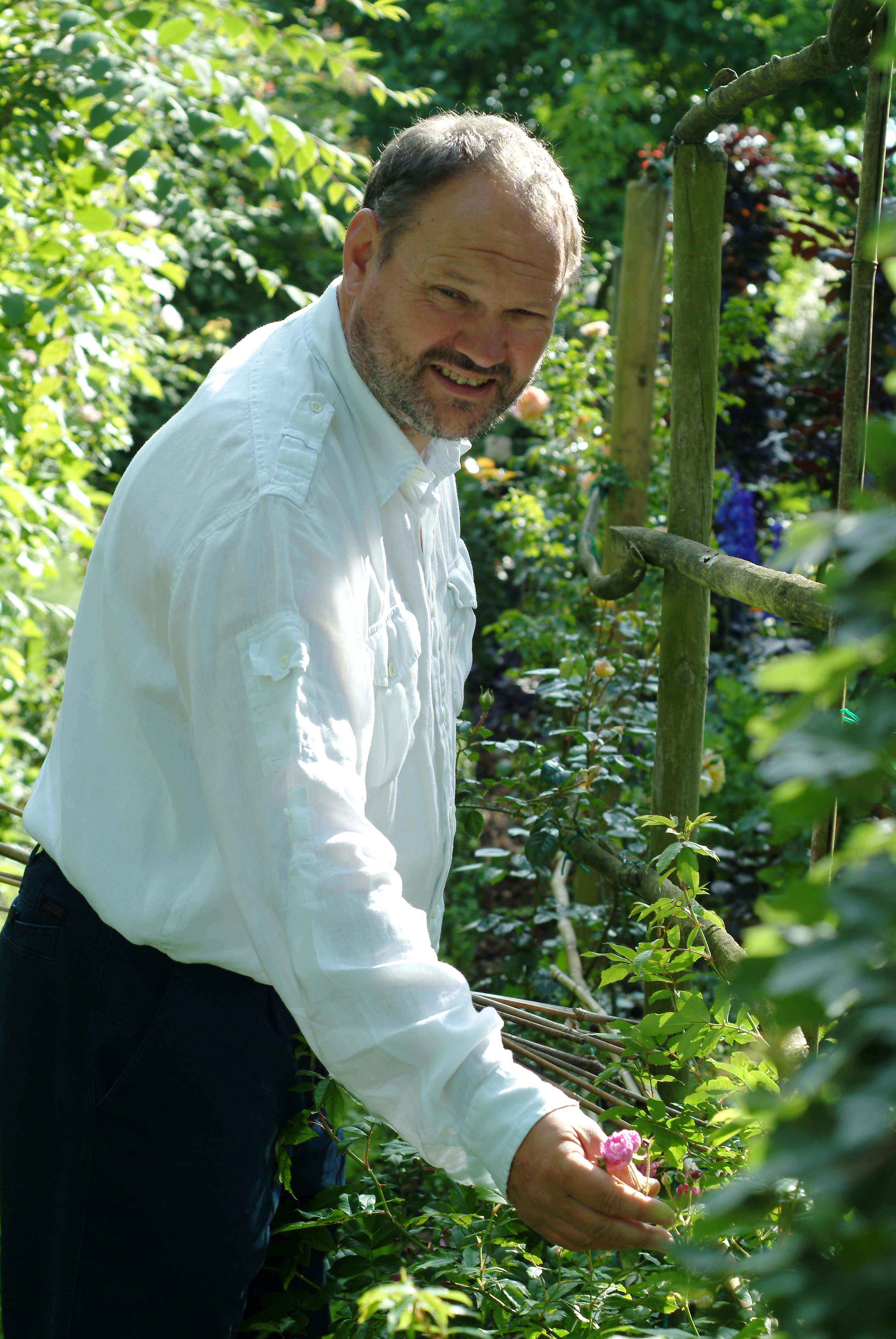
Ivo Pauwels en reportaje